# فینال جام حذفی فوتبال ایران ۱۳۷۸
 فینال جام حذفی فوتبال ایران ۱۳۷۸، رقابتی است که در سال ۱۳۷۸ بین دو تیم باشگاه فوتبال پرسپولیس و استقلال در ورزشگاه آزادی تهران برگزار شده‌است. این بازی چهل و ششمین بازی از سری مسابقات شهرآورد بین دو تیم استقلال و پرسپولیس میباشد.

## شرح بازی
این بازی که فینال جام حذفی ایران در فصل ۷۸-۱۳۷۷ بود در تاریخ ۲۰ تیر سال ۱۳۷۸ انجام شده‌است. در پایان این دیدار تیم پرسپولیس قهرمان جام حذفی ایران شد. در این دیدار ابتدا مهدی هاشمی‌نسب در دقیقه ۱۲ از روی نقطه پنالتی گل اول پرسپولیس را به ثمر رساند. در دقیقه ۵۰ سهراب بختیاری‌زاده گل تساوی استقلال را زد. و ۳۵ دقیقه بعد از گل تساوی و در دقیقه ۸۵ افشین پیروانی گل دوم و گل قهرمانی را برای پرسپولیس یه ثبت رساند تا سرخپوشان در این فصل علاوه بر قهرمانی در لیگ آزادگان، جام حذفی ایران را نیز به خانه ببرند.

## جزئیات مسابقه
| پیروزی                                                  | ۲ – ۱ | استقلال                                          |
| ------------------------------------------------------- | ----- | ------------------------------------------------ |
| هاشمی‌نسب ۱۱' (پنالتی) · پیروانی ۸۵' · استیلی · انصاریان | گزارش | بختیاری‌زاده ۵۰' · حاجی‌پور · محمودی · بختیاری‌زاده |

| پیروزی:   |                |                 |
|           |                |                 |
| ۱         | داوود فنایی    |                 |
| ۵         | افشین پیروانی  |                 |
| ۷         | حمید استیلی    | Substituted off |
| ۱۲        | حسین عبدی (ک)  |                 |
| ۴         | بهروز رهبری‌فرد |                 |
| ۶         | مهدی هاشمی‌نسب  |                 |
| ۱۸        | علی انصاریان   |                 |
| ۲۲        | هادی مهدوی‌کیا  |                 |
| ۱۵        | اسماعیل حلالی  |                 |
| ۱۰        | ادموند بزیک    |                 |
| ۱۹        | پایان رافت     |                 |
| تعویضی‌ها: |                |                 |
|           | محمد برزگر     | Substituted in  |
|           | ایران          |                 |
| سرمربی:   |                |                 |
| علی پروین |                |                 |

| استقلال:         |                   |                 |
|                  |                   |                 |
| ۲۲               | پرویز برومند      |                 |
| ۴                | رضا حسن‌زاده       |                 |
| ۲                | جواد زرینچه (ک)   |                 |
| ۱۷               | سهراب بختیاری‌زاده |                 |
| ۵                | کاظم محمودی       |                 |
| ۲۱               | افشین حاجی‌پور     |                 |
| ۲۰               | محمد تقوی         |                 |
| ۱۱               | فرد ملکیان        |                 |
| ۱۴               | سیروس دین‌محمدی    |                 |
| ۱۰               | فرهاد مجیدی       |                 |
| ۸                | هاشم حیدری        | Substituted off |
| تعویضی‌ها:        |                   |                 |
| ۱۹               | علی لطیفی         | Substituted in  |
|                  | ایران             |                 |
| سرمربی:          |                   |                 |
| یوگنی سکوموروخوف |                   |                 |

| مقامات رسمی مسابقه - کمک داورها: - علی خسروی - مسعود فلاح - صدرالدین موسوی | قوانین بازی - ۹۰ دقیقه - ۳۰ دقیقه زمان اضافه و ضربات پنالتی در صورت لازم - تنها سه تعویض |